# Epidota-(Sr)
L'epidota-(Sr) és un mineral de la classe dels silicats que pertany al grup de l'epidota. El seu nom fa referència a la seva relació amb l'epidota.

## Característiques
L'epidota-(Sr) és un sorosilicat de fórmula química CaSr(Al₂Fe3+)[Si₂O₇][SiO₄]O(OH). Cristal·litza en el sistema monoclínic. Els seus cristalls són prismàtics, de fins a 1 cm; també pot aparèixer en agregats radials de cristalls aciculars o columnars. És l'anàleg mineral amb Fe(III) de la clinozoisita-(Sr) i la piemontita-(Sr).
Segons la classificació de Nickel-Strunz, l'epidota-(Sr) pertany a «09.B - Estructures de sorosilicats amb grups barrejats de SiO₄ i Si₂O₇; cations en coordinació octaèdrica [6] i major coordinació» juntament amb els següents minerals: al·lanita-(Ce), al·lanita-(La), al·lanita-(Y), clinozoisita, dissakisita-(Ce), dol·laseïta-(Ce), epidota, epidota-(Pb), khristovita-(Ce), mukhinita, piemontita, piemontita-(Sr), manganiandrosita-(La), tawmawita, manganipiemontita-(Sr), ferrial·lanita-(Ce), clinozoisita-(Sr), manganiandrosita-(Ce), dissakisita-(La), vanadoandrosita-(Ce), uedaïta-(Ce), al·lanita-(Nd), ferrial·lanita-(La), åskagenita-(Nd), zoisita, macfal·lita, sursassita, julgoldita-(Fe2+), okhotskita, pumpel·lyïta-(Fe2+), pumpel·lyïta-(Fe3+), pumpel·lyïta-(Mg), pumpel·lyïta-(Mn2+), shuiskita, julgoldita-(Fe3+), pumpel·lyïta-(Al), poppiïta, julgoldita-(Mg), ganomalita, rustumita, vesuvianita, wiluïta, manganovesuvianita, fluorvesuvianita, vyuntspakhkita-(Y), del·laïta, gatelita-(Ce) i västmanlandita-(Ce).

## Formació i jaciments
L'epidota-(Sr) va ser descoberta a la mina Ananai, a Nagaoka-gun (Prefectura de Kōchi, Shikoku, Japó). També ha estat descrita a França i el Regne Unit.
Sol trobar-se associada amb altres minerals com: calcita, tinzenita i piemontita-(Sr).